# Soquete de CPU

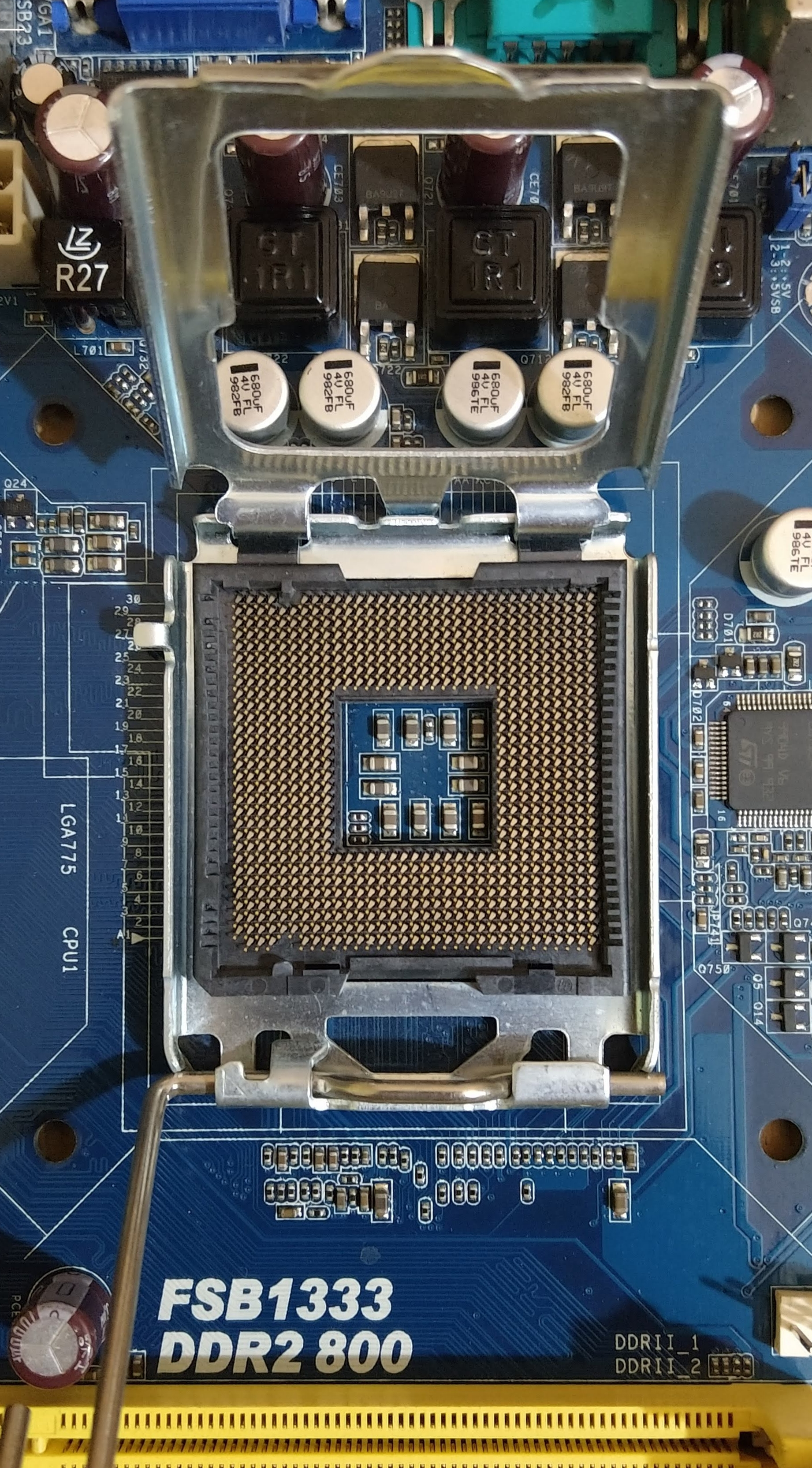
LGA 775, um soquete de matriz de Land grid array

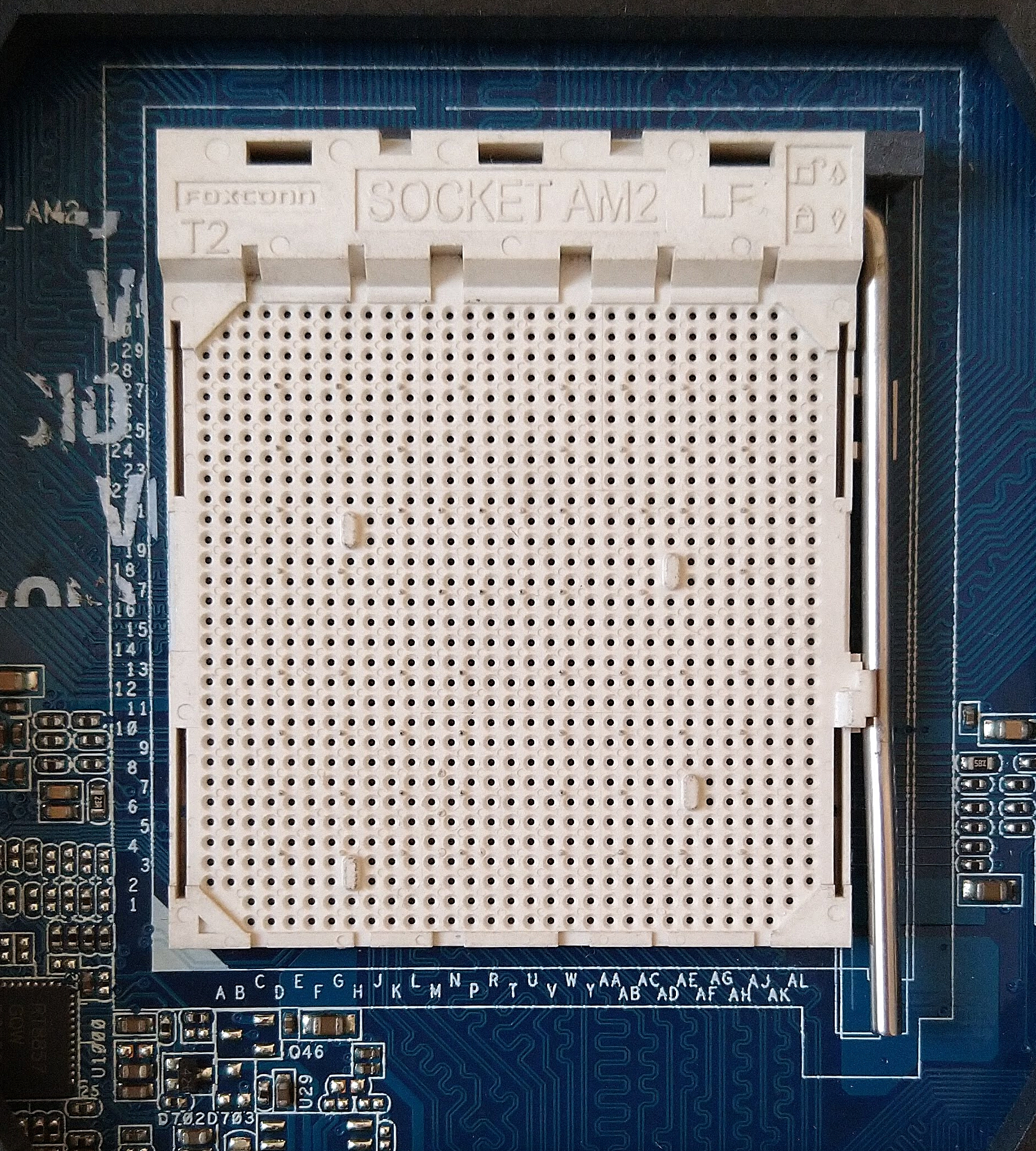
Soquete AM2+ um soquete de matriz de Pin grid array

Em hardware de computador, um soquete de CPU ou slot de CPU contém um ou mais componentes mecânicos que fornecem conexões mecânicas e elétricas entre um microprocessador e uma placa de circuito impresso (PCB). Isso permite colocar e substituir a unidade central de processamento (CPU) sem solda.
As tomadas comuns possuem clipes de retenção que aplicam uma força constante, que deve ser superada quando um dispositivo é inserido. Para chips com muitos pinos, os soquetes de força de inserção zero (ZIF) são os preferidos. Soquetes comuns incluem Pin Grid Array (PGA) ou Land grid array (LGA). Esses designs aplicam uma força de compressão assim que uma alça (tipo PGA) ou uma placa de superfície (tipo LGA) é colocada no lugar. Isso proporciona retenção mecânica superior, evitando o risco de entortar os pinos ao inserir o chip no soquete. Certos dispositivos usam soquetes Ball Grid Array (BGA), embora eles exijam solda e geralmente não sejam considerados substituíveis pelo usuário.
Soquetes de CPU são usados na placa-mãe em computadores desktop e servidores. Por permitirem uma fácil troca de componentes, também são usados para prototipagem de novos circuitos. Os laptops normalmente usam CPUs de montagem em superfície, que ocupam menos espaço na placa-mãe do que uma parte com soquete.
À medida que a densidade de pinos aumenta em soquetes modernos, demandas crescentes são colocadas na técnica de fabricação de placas de circuito impresso, o que permite que um grande número de sinais seja roteado com sucesso para componentes próximos. Da mesma forma, dentro do portador de chip, a tecnologia de ligação de fio também se torna mais exigente com o aumento da contagem e densidade de pinos. Cada tecnologia de soquete terá requisitos específicos de solda por refluxo. À medida que as frequências de CPU e memória aumentam, acima de 30 MHz ou por aí, a sinalização elétrica muda cada vez mais para sinalização diferencial em barramentos paralelos, trazendo um novo conjunto de desafios de integridade de sinal. A evolução do soquete da CPU equivale a uma coevolução de todas essas tecnologias em conjunto.
Os soquetes de CPU modernos são quase sempre projetados em conjunto com um sistema de montagem de dissipador de calor ou, em dispositivos de baixa potência, outras considerações térmicas.

## Função
Um soquete de CPU é feito de plástico e geralmente vem com uma alavanca ou trava e com contatos de metal para cada um dos pinos ou encaixes na CPU. Muitos pacotes são codificados para garantir a inserção adequada da CPU. As CPUs com um pacote PGA (pin grid array) são inseridas no soquete e, se incluídas, a trava é fechada. As CPUs com um pacote LGA (land grid array) são inseridas no soquete, a placa de trava é virada para a posição sobre a CPU e a alavanca é abaixada e travada no lugar, pressionando os contatos da CPU firmemente contra as terras do soquete e garantindo uma boa conexão, bem como maior estabilidade mecânica.

## Lista de soquetes e slots de CPU

### 80x86[1]
Legenda da tabela:
| Nome do soquete                    | Ano de introdução        | Famílias de CPU suportadas | Tipo de computador | Pacote | Contagem de pinos | Passo do pino (mm) | clock de barramento e & transferências                                 | Notas |
| ---------------------------------- | ------------------------ | --- | ------------------ | ------ | ----------------- | ------------------ | ---------------------------------------------------------------------- | --- |
| DIP                                | 1970                     | Intel 8086 Intel 8088 |                    | DIP    | 40                | 2.54               | 5/10 MHz                                                               | |
| PLCC                               | ?                        | Intel 80186 Intel 80286 Intel 80386 |                    | PLCC   | 68 a 132          | 1.27               | 6–40 MHz                                                               | |
| PGA 168                            | ?                        | Intel 80486 AMD 486 Cyrix 486 |                    | PGA    | 168               | 2.54               | 16–50 MHz                                                              | Às vezes referido como Socket 0 ou Socket 486 |
| Socket 1                           | 1989                     | Intel 80486 AMD 486 AMD 5x86 Cyrix 486 Cyrix 5x86 |                    | PGA    | 169               | 2.54               | 16–50 MHz                                                              | |
| Socket 2                           | ?                        | Intel 80486 Intel Pentium Overdrive (P24T) Intel DX4 AMD 486 AMD 5x86 Cyrix 486 Cyrix 5x86                                                                           |                    | PGA    | 238               | 2.54               | 16–50 MHz                                                              | |
| Socket 3                           | 1991                     | Intel 80486 Intel Pentium Overrdrive (P24T) Intel DX4 AMD 486 AMD 5x86 Cyrix 486 Cyrix 5x86 IBM Blue Lightning                                                       |                    | PGA    | 237               | 2.54               | 16–50 MHz                                                              | |
| Socket 4                           | 1993                     | Intel Pentium |                    | PGA    | 273               | ?                  | 60–100 MHz                                                             | |
| Socket 5                           | 1994                     | Intel Pentium AMD K5 Cyrix 6x86 IDT WinChip C6 IDT WinChip 2 |                    | PGA    | 320               | ?                  | 50–100 MHz                                                             | |
| Socket 6                           | ?                        | Intel 80486 |                    | PGA    | 235               | ?                  | ?                                                                      | Projetado, mas não usado |
| Socket 463/ Socket NexGen          | 1994                     | NexGen Nx586 |                    | PGA    | 463               | ?                  | 37.5–66 MHz                                                            | |
| Socket 7                           | 1994                     | Intel Pentium Intel Pentium MMX AMD K6 |                    | PGA    | 321               | ?                  | 50–66 MHz                                                              | É possível usar processadores Socket 7 em um Socket 5. É necessário um adaptador, ou se for cuidadoso, um soquete 7 pode ser retirado de seus pinos e colocado em uma placa soquete 5, permitindo o uso de processadores soquete 7.         |
| Socket 8                           | 1995                     | Intel Pentium Pro |                    | PGA    | 387               | ?                  | 60–66 MHz                                                              | |
| Slot 1                             | 1997                     | Intel Pentium II Intel Pentium III | Desktop            | Slot   | 242               | ?                  | 66–133 MHz                                                             | Celeron (Covington, Mendocino) Pentium II (Klamath, Deschutes) Pentium III (Katmai)- todas as versões Pentium III (coppermine) |
| Super Socket 7                     | 1998                     | AMD K6-2 AMD K6-III Rise mP6 Cyrix MII |                    | PGA    | 321               | ?                  | 66–100 MHz                                                             | Retrocompatível com processadores Socket 5 e Socket 7. |
| Slot 2                             | 1998                     | Intel Pentium II Xeon Intel Pentium III Xeon | Servidor           | Slot   | 330               | ?                  | 100–133 MHz                                                            | |
| Socket 615                         | 1999                     | Intel Mobile Pentium II Intel Mobile Celeron | Notebook           | PGA    | 615               | ?                  | 66 MHz                                                                 | |
| Slot A                             | 1999                     | AMD Athlon | Desktop            | Slot   | 242               | ?                  | 100 MHz                                                                | |
| Socket 370                         | 1999                     | Intel Pentium III Intel Celeron VIA Cyrix III VIA C3 | Desktop            | PGA    | 370               | 1.27               | 66–133 MHz                                                             | |
| Socket A/ Socket 462               | 2000                     | AMD Athlon AMD Duron AMD Athlon XP AMD Athlon XP-M AMD Athlon MP AMD Sempron                                                                                         | Desktop            | PGA    | 462               | ?                  | 100–200 MHz 400 MT/s                                                   | |
| Socket 423                         | 2000                     | Intel Pentium 4 | Desktop            | PGA    | 423               | 1                  | 100 MHz 400 MT/s                                                       | Núcleo Willamette apenas. Pode aceitar algumas CPU Socket 478 com um adaptador |
| Socket 495                         | 2000                     | Intel Celeron Intel Pentium III | Notebook           | PGA    | 495               | 1.27               | 66–133 MHz                                                             | |
| Socket 603                         | 2001                     | Intel Xeon | Servidor           | PGA    | 603               | 1.27               | 100–133 MHz 400–533 MT/s                                               | |
| Socket 478/ Socket N               | 2001                     | Intel Pentium 4 Intel Celeron Intel Pentium 4 EE Intel Pentium 4 M                                                                                                   | Desktop            | PGA    | 478               | 1.27               | 100–200 MHz 400–800 MT/s                                               | |
| Socket 563                         | 2002                     | AMD Athlon XP-M | Notebook           | PGA    | 563               | ?                  | 333 MHz                                                                | |
| Socket 604                         | 2002                     | Intel Xeon | Servidor           | PGA    | 604               | 1.27               | 100–266 MHz 400–1066 MT/s                                              | |
| Socket 754                         | 2003                     | AMD Athlon 64 AMD Sempron AMD Turion 64 | Desktop            | PGA    | 754               | 1.27               | 200–800 MHz                                                            | |
| Socket 940                         | 2003                     | AMD Opteron AMD Athlon 64 FX | Desktop Servidor   | PGA    | 940               | 1.27               | 200–1000 MHz                                                           | |
| Socket 479                         | 2003                     | Intel Pentium M Intel Celeron M | Notebook           | PGA    | 479               | ?                  | 100–133 MHz 400–533 MT/s                                               | |
| Socket 939                         | 2004                     | AMD Athlon 64 AMD Athlon 64 FX AMD Athlon 64 X2 AMD Opteron | Desktop            | PGA    | 939               | 1.27               | 200–1000 MHz                                                           | Suporte de Athlon 64 FX para 1 GHz Suporte de Opteron limitado apenas à série 100 |
| LGA 775/ Socket T                  | 2004                     | Intel Pentium 4 Intel Pentium D Intel Celeron Intel Celeron D Intel Pentium XE Intel Core 2 Duo Intel Core 2 Quad Intel Xeon                                         | Desktop            | LGA    | 775               | 1.09 x 1.17        | 1600 MHz                                                               | Pode aceitar CPU LGA 771 com ligeira modificação e uso de um adaptador |
| Socket M                           | 2006                     | Intel Core Solo Intel Core Duo Intel Dual-Core Xeon Intel Core 2 Duo                                                                                                 | Notebook           | PGA    | 478               | ?                  | 133–166 MHz 533–667 MT/s                                               | Substitui o Socket 479 |
| LGA 771/ Socket J                  | 2006                     | Intel Xeon | Servidor           | LGA    | 771               | 1.09 x 1.17        | 1600 MHz                                                               | Veja LGA 775/Socket T acima |
| Socket S1                          | 2006                     | AMD Turion 64 X2 | Notebook           | PGA    | 638               | 1.27               | 200–800 MHz                                                            | |
| Socket AM2                         | 2006                     | AMD Athlon 64 AMD Athlon 64 X2 | Desktop            | PGA    | 940               | 1.27               | 200–1000 MHz                                                           | Substitui o soquete 754 e o soquete 939 |
| Socket F/ Socket L (Socket 1207FX) | 2006                     | AMD Athlon 64 FX AMD Opteron (soquete L suporta apenas Athlon 64 FX)                                                                                                 | Desktop Servidor   | LGA    | 1207              | 1.1                | Socket L: 1000 MHz no modo de CPU única, 2000 MHz no modo de CPU dupla | Substitui o Socket 940 O soquete L destinava-se a entusiastas que desejavam poder de servidor em um PC de mesa. É apenas um Socket F renomeado que não precisa de RAM especial e pode ter sido usado apenas na placa-mãe Asus L1N64-SLI WS. |
| Socket AM2+                        | 2007                     | AMD Athlon 64 AMD Athlon X2 AMD Phenom AMD Phenom II | Desktop            | PGA    | 940               | 1.27               | 200–2600 MHz                                                           | Planos de energia separados Substitui o Socket AM2 AM2+ Pkg. As CPUs podem funcionar no soquete AM2 AM2 Pkg. As CPUs podem funcionar no soquete AM2+                                                                                        |
| Socket P                           | 2007                     | Intel Core 2 | Notebook           | PGA    | 478               | ?                  | 133–266 MHz 533–1066 MT/s                                              | Substitui o Socket M |
| LGA 1366/ Socket B                 | 2008                     | Intel Core i7 (série 900) Intel Xeon (séries 35xx, 36xx, 55xx, 56xx)                                                                                                 | Desktop Servidor   | LGA    | 1366              | ?                  | 4.8–6.4 GT/s                                                           | Substitui o Socket J (LGA 771) no nível de entrada. |
| Socket AM3                         | 2009                     | AMD Phenom II AMD Athlon II AMD Sempron AMD Opteron (1300 series) | Desktop            | PGA    | 941 ou 940        | 1.27               | 200–3200 MHz                                                           | Planos de energia separados Substitui o Socket AM2+ AM3 Pkg. Apenas as CPUs Sempron 140 podem funcionar no Socket AM2/AM2+ |
| rPGA 988A/ Socket G1               | 2009                     | Intel Clarksfield Intel Arrandale | Notebook           | rPGA   | 988               | 1                  | 2.5 GT/s                                                               | Substitui o Socket P |
| LGA 1156/ Socket H                 | 2009                     | Intel Nehalem (1st gen) Intel Westmere | Desktop            | LGA    | 1156              | ?                  | 2.5 GT/s                                                               | O baramento DMI é uma interface PCIe x4 v1.1 (talvez modificada) |
| Socket G34                         | 2010                     | AMD Opteron (série 6000) | Servidor           | LGA    | 1974              | ?                  | 200–3200 MHz                                                           | Substitui o Socket F |
| Socket C32                         | 2010                     | AMD Opteron (série 4000) | Servidor           | LGA    | 1207              | ?                  | 200–3200 MHz                                                           | Substitui Socket F, Socket AM3 |
| LGA 1567/ Socket LS                | 2010                     | Intel Xeon série 6500/7500 | Servidor           | LGA    | 1567              | ?                  | 4.8–6.4 GT/s                                                           | |
| LGA 1155/ Socket H2                | 2011/Q1 2011.01.09       | Intel Sandy Bridge (2nd gen) Intel Ivy Bridge (3rd gen) | Desktop            | LGA    | 1155              | ?                  | 5.7 GT/s                                                               | usado para processadores Intel de 2ª geração, 3ª geração. O Sandy Bridge suporta 20 pistas PCIe 2.0. O Ivy Bridge suporta 40 pistas PCIe 3.0. Soquete principal Intel.                                                                      |
| LGA 2011/ Socket R                 | 2011/Q3 2011.11.14       | Intel Core i7 3xxx Sandy Bridge-E Intel Core i7 4xxx Ivy Bridge-E Intel Xeon E5 2xxx/4xxx (Sandy Bridge EP) (2/4S) Intel Xeon E5-2xxx/4xxx v2 (Ivy Bridge EP) (2/4S) | Desktop Servidor   | LGA    | 2011              | ?                  | 4.8–6.4 GT/s                                                           | Sandy Bridge-E/EP e Ivy Bridge-E/EP suportam 40 pistas PCIe 3.0. O uso do soquete Xeon 2011 focado também oferece 4 canais de memória. |
| rPGA 988B/ Socket G2               | 2011                     | Intel Core i7 (série 2000, 3000) Intel Core i5 (série 2000, 3000) Intel Core i3 (série 2000, 3000)                                                                   | Notebook           | rPGA   | 988               | 1                  | 2.5 GT/s, 4.8 GT/s                                                     | |
| Socket FM1                         | 2011                     | Processadores AMD Llano | Desktop            | PGA    | 905               | 1.27               | 5.2 GT/s                                                               | usado para APUs de 1ª geração |
| Socket FS1                         | 2011                     | Processadores AMD Llano | Notebook           | PGA    | 722               | 1.27               | 3.2 GT/s                                                               | usado para APUs mobile de 1ª geração |
| Socket AM3+                        | 2011                     | AMD FX Vishera AMD FX Zambezi AMD Phenom II AMD Athlon II AMD Sempron                                                                                                | Desktop            | PGA    | 942 (CPU 71pinos) | 1.27               | 3.2 GT/s                                                               | |
| LGA 1356/ Socket B2                | 2012                     | Intel Xeon (série E5 1400 & 2400) | Servidor           | LGA    | 1356              | ?                  | 3.2–4.0 GT/s                                                           | |
| Socket FM2                         | 2012                     | Processadores AMD Trinity | Desktop            | PGA    | 904               | 1.27               | ?                                                                      | usado para APUs de 2ª geração |
| LGA 1150/ Socket H3                | 2013                     | Intel Haswell (4th gen) Intel Haswell Refresh Intel Broadwell (5th gen)                                                                                              | Desktop            | LGA    | 1150              | ?                  | ?                                                                      | usado para a 4ª geração da Intel (Haswell/Haswell Refresh), o punhado de processadores Intel de 5ª geração |
| rPGA 946B/947/ Socket G3           | 2013                     | Intel Haswell | Notebook           | rPGA   | 946               | 1                  | 5.0 GT/s                                                               | |
| Socket FM2+                        | 2014                     | AMD Kaveri AMD Godavari | Desktop            | PGA    | 906               | 1.27               | ?                                                                      | Compatível com APUs AMD como "Richland" e "Trinity" |
| Socket AM1                         | 2014                     | AMD Athlon AMD Sempron | Desktop            | PGA    | 721               | 1.27               | ?                                                                      | Compatível com APUs AMD como "Kabini" |
| LGA 2011-v3                        | 2014 (agosto e setembro) | Haswell-E Haswell-EP | Desktop            | LGA    | 2011              | ?                  | Até 68 GB/seg. Depende da velocidade DDR4 e contagem de canais.        | Até 40 pistas PCIe 3.0. Até 4 canais de memória. |
| LGA 1151/ Socket H4                | 2015                     | Intel Skylake (6th gen) Intel Kaby Lake (7th gen) Intel Coffee Lake (8th gen) Intel Coffee Lake Refresh (9th gen)                                                    | Desktop            | LGA    | 1151              | ?                  | 5 GT/s - 8 GT/s                                                        | usado para processadores Intel de 6ª geração (Skylake), 7ª geração (Kaby Lake), 8ª geração (Coffee Lake) e processadores de 9ª geração (Coffee Lake Refresh)                                                                                |
| LGA 3647                           | 2016                     | Intel Xeon Phi Intel Skylake-SP | Servidor           | LGA    | 3647              | ?                  | ?                                                                      | usado para processadores Xeon Phi x200 e Xeon Scalable da Intel |
| Socket AM4                         | 2017                     | AMD Ryzen 9 AMD Ryzen 7 AMD Ryzen 5 AMD Ryzen 3 Athlon 200 | Desktop            | PGA    | 1331              | 1                  | Depende da velocidade DDR4                                             | compatível com processadores AMD Ryzen 9, Ryzen 7, Ryzen 5 & Ryzen 3 baseados em Zen |
| Socket SP3                         | 2017                     | AMD Epyc | Servidor           | LGA    | 4094              | ?                  | Depende da velocidade DDR4                                             | compatível com processadores AMD Epyc |
| Socket TR4/ Socket SP3r2           | 2017                     | AMD Ryzen Threadripper | Desktop            | LGA    | 4094              | ?                  | Depende da velocidade DDR4                                             | compatível com processadores AMD Ryzen Threadripper |
| LGA 2066/ Socket R4                | 2017                     | Intel Skylake-X Intel Kaby Lake-X Intel Cascade Lake-X | Desktop Servidor   | LGA    | 2066              | ?                  | ?                                                                      | Usado para a 7ª geração da Intel (Skylake-X & Kaby Lake-X & Cascade Lake-X) série de processadores Core-X |
| Socket sTRX4/ Socket SP3r3         | 2019                     | AMD Ryzen Threadripper (série 3000) | Desktop            | LGA    | 4094              | ?                  | Depende da velocidade DDR4                                             | compatível com processadores AMD Ryzen Threadripper de 3ª geração |
| LGA 4189                           | 2020                     | Intel Cooper Lake Intel Ice Lake-SP | Desktop Servidor   | LGA    | 4189              | 0.99               |                                                                        | |
| LGA 1200                           | 2020                     | Intel Comet Lake (10th gen) Intel Rocket Lake (11th gen) | Desktop            | LGA    | 1200              |                    |                                                                        | |
| LGA 1700                           | 2021                     | Intel Alder Lake (12th gen) | Desktop            | LGA    | 1700              |                    |                                                                        | |
| LGA 1700                           | 2022                     | Intel Raptor Lake (13th gen) | Desktop            | LGA    | 1700              |                    |                                                                        | |
| Socket AM5                         | 2022                     | Série AMD Ryzen 7000 | Desktop            | LGA    | 1718              |                    |                                                                        | Processadores Zen 4 Ryzen |
| Socket SP5                         | 2022                     | AMD Epyc Genoa | Servidor           | LGA    | 6096              |                    |                                                                        | Usado para Epyc Genoa e Milan |
| LGA 4677                           | 2022                     | Intel Sapphire Rapids | Servidor           | LGA    | 4677              |                    |                                                                        | |
| LGA 7529                           | 2024                     | Intel Sierra Forest | Servidor           | LGA    | 7529              |                    |                                                                        | |
|                                    |                          | |                    |        |                   |                    |                                                                        | |
| Nome do soquete                    | Ano de introdução        | Famílias de CPU suportadas | Tipo de computador | Pacote | contagem de pinos | Passo do pino (mm) | clock de barramento e & transferências                                 | Notas |

1. ↑  Alguns modelos mais recentes de placas-mãe Socket 3 não oficialmente suportam velocidades FSB de até 66MHz
2. ↑  Este é um barramento de taxa de dados dupla. FSB nos modelos posteriores.

### OutrosISAs
| Nome do soquete | Ano de introdução | Famílias de CPU suportadas          | Tipo de computador | Pacote | contagem de pinos | Passo do pino (mm) | clock de barramento e & transferências | Notas |
| --------------- | ----------------- | ----------------------------------- | ------------------ | ------ | ----------------- | ------------------ | -------------------------------------- | ----- |
| Daughter Card   | 1995              | PowerPC 601+                        | Desktop            | Slot   | 146               | ?                  | 40-60 Hz                               |       |
| Socket 288      | ?                 | PowerPC 603+                        | Desktop            | PGA    | 288               | ?                  | 40-60 Hz                               |       |
| Socket 431      | 1995              | Alpha 21064/21064A                  | Desktop            | PGA    | 431               | ?                  | 12.5–66.67 MHz                         |       |
| Socket 499      | 1997              | Alpha 21164/21164A                  | Desktop            | PGA    | 499               | ?                  | 15–100 MHz                             |       |
| Socket 587      | 1998              | Alpha 21264                         | Desktop            | PGA    | 587               | ?                  | 12.5–133 MHz                           |       |
| Slot B          | 1999              | Alpha 21264/21264A                  | Desktop            | Slot   | 587               | ?                  | 100 MHz                                |       |
| PAC418          | 2001              | Intel Itanium                       | Servidor           | PGA    | 418               | ?                  | 133 MHz                                |       |
| PAC611          | 2002              | Intel Itanium 2 HP PA-8800, PA-8900 | Servidor           | PGA    | 611               | ?                  | 200 MHz                                |       |
| LGA 1248        | 2010              | Intel Itanium série 9300 e superior | Servidor           | LGA    | 1248              | ?                  | 4.8-6.4 GT/s                           |       |
| Nome do soquete | Ano de introdução | Famílias de CPU suportadas          | Tipo de computador | Pacote | Contagem de pinos | Passo do pino (mm) | clock de barramento e & transferências | Notas |

## Slotkets
Slotkets são adaptadores especiais para usar processadores de soquete em placas-mãe com slot compatível com barramento.